# Örs vezér tere
Örs vezér tere – naziemny terminal metra w Budapeszcie, na wschodnim brzegu Dunaju, będący wschodnim krańcem czerwonej linii metra. Duży węzeł komunikacyjny tego rejonu stolicy Węgier. Możliwa jest tutaj dogodna przesiadka do podmiejskiej kolei HÉV (można stąd dojechać m.in. do toru Hungaroring) oraz licznych linii autobusowych i tramwajowych.